# Michihiro Yasuda

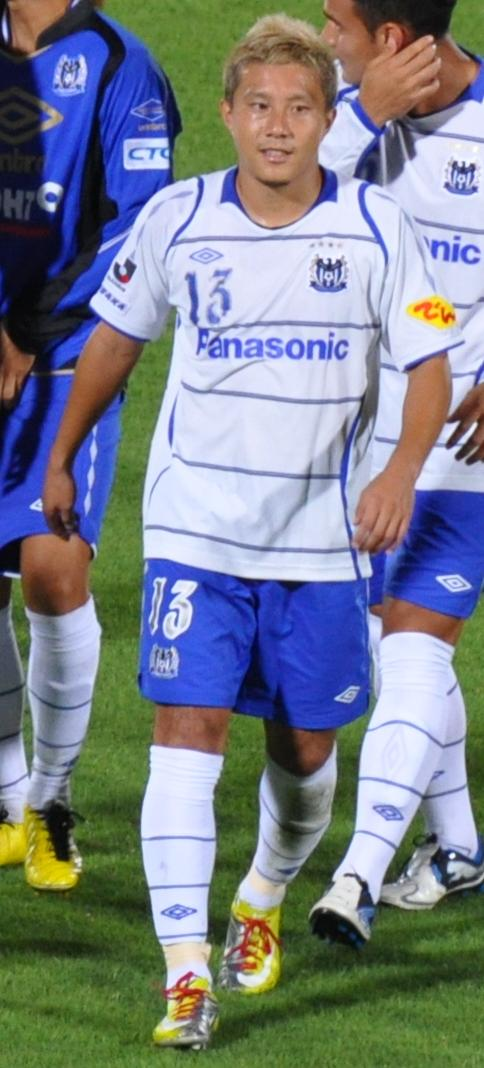
Yasuda im Trikot von Gamba Osaka

Michihiro Yasuda (jap. 安田 理大, Yasuda Michihiro; * 20. Dezember 1987 in Kōbe, Präfektur Hyōgo) ist ein japanischer Fußballspieler.

## Karriere

### Vereins
Michihiro Yasuda begann im Alter von zehn Jahren in der Metropolregion Kansai bei Gamba Osaka mit dem Fußballspielen und durchlief dort die gesamte Jugendabteilung. Im Jahr 2006 absolvierte er sein Profidebüt in der J. League. Mit dem Verein gewann er einige Titel, unter anderem die asiatische Champions League im Jahr 2008 im Finale gegen Adelaide United. Im Januar 2011 schloss Yasuda sich Vitesse Arnhem an und verließ den Verein im Sommer 2013 wieder. Anschließend wechselte er jede Saison den Verein. Von Januar 2018 bis Januar 2019 stand er beim japanischen Zweitligisten Albirex Niigata unter Vertrag. Nachdem der Vertrag Anfang Januar 2019 aufgelöst worden war, war er bis Ende April 2019 vertrags- und vereinslos. Der Zweitligist JEF United Ichihara Chiba aus Ichihara nahm ihn Ende April 2019 unter Vertrag. Nach 70 Zweitligaspielen wechselte er im Januar 2022 in die dritte Liga. Hier schloss er sich dem Matsumoto Yamaga FC an.

### Nationalmannschaft
Für Japanische Fußballnationalmannschaften spielt Yasuda seit der U-20. Mit der U-20 nahm er an der Junioren-Fußballweltmeisterschaft 2007 in Kanada und an den Olympischen Sommerspielen 2008 in Peking teil. Für die japanische A-Elf debütierte er im Jahr 2008. Seinen einzigen Treffer erzielte der Abwehrspieler beim 5:1-Sieg gegen Finnland am 4. Februar 2009.

## Erfolge
Gamba Osaka
- Japanischer Meister: 2007
- Japanischer Supercup: 2007
- AFC Champions League: 2008
- Japanischer Pokalsieger: 2008, 2009

## Sonstiges
Michihiro Yasuda ist der Bruder von Kōdai Yasuda.